# Uredo philodendri
Uredo philodendri é uma espécie de fungo. pertence ao grupo Basidiomycota, e foi descrito pela primeira vez por Pardo-card. em 2003.  Uredo philodendri pertence à ordem Uredo, ordem Pucciniales, ordem Pucciniomycetes, ordem Basidiomycota e cogumelo do reino.